# Šarlatán
Šarlatán (en txec, El xarlatà, op. 14) és una òpera tragicòmica en tres actes (set escenes) amb música i llibret en txec de Pavel Haas, basat en la novel·la en alemany de l'any 1929, Doktor Eisenbart, de Josef Winckler (1881–1966), que es basava en la vida del cirurgià itinerant Johann Andreas Eisenbarth. Es va estrenar al Teatre Mahen de Brno el 2 d'abril de 1938, dirigida per Guido Arnoldi.
L'òpera es va compondre entre 1934 i 1937. Una suite en sis moviments (op. 14) basada en temes de l'òpera, creada per donar publicitat a l'estrena, es va retransmetre per l'Orquestra de la Ràdio de Brno el 14 de juny de 1937. Al final, l'estrena, després de posposar-se dues vegades, va tenir lloc al Zemské Divadlo v Brně, avui el teatre Mahen de Brno, el 2 d'abril de 1938.

## Estructura de la suite
- I. Trionfàle
- II. Allegretto
- III. Con moto
- IV. Gaiamente
- V. Andante con moto
- VI. Allegro vivace